# Canicattì–Szirakúza-vasútvonal
A Caltanissetta-Gela-Syracuse-vasútvonal egy normál nyomtávolságú vasútvonal Szicíliában. A Baccarini-törvény alapján épült 1886 és 1893 között.
Ragusa és Ragusa Ibla vasútállomások között egy spirális alagút található, hogy leküzdjék a két állomás közötti jelentős magasságkülönbséget. Ez az egyetlen megfordítható alagút a világon, amely egy városfejlesztés alatt húzódik.
A Pozzallo állomás a legdélebbi állomás Olaszországban a Noto-Pachino-vasútvonal bezárása óta.